# Ренфру (Онтарио)
Ренфру (енгл. Renfrew) је градић у Канади у покрајини Онтарио. Према резултатима пописа 2011. у граду је живело 8.218 становника.

## Становништво
Према резултатима пописа становништва из 2011. у граду је живело 8.218 становника, што је за 4,7% више у односу на попис из 2006. када је регистровано 7.846 житеља.
| 2006. | 2011. | 2016. |
| ----- | ----- | ----- |
| 7.846 | 8.218 | 8.223 |